# Herminie (Pennsylvanie)
Herminie est une census-designated place située dans le comté de Westmoreland, dans le Commonwealth de Pennsylvanie, aux États-Unis. Sa population, qui s’élevait à 789 habitants lors du recensement de 2010, est estimée à 769 habitants au 1er juillet 2020.

## Source
- (en) Cet article est partiellement ou en totalité issu de l’article de Wikipédia en anglais intitulé « Herminie, Pennsylvania » (voir la liste des auteurs).

1. ↑  (en) « Herminie, Pennsylvania Population » [« Données sur Herminie, Pennsylvanie »], sur censusviewer.com (consulté le 14 janvier 2021).
2. ↑  (en) « Herminie, Pennsylvania - Basic Facts » [« Estimations sur Herminie »], sur pennsylvania.hometownlocator.com (consulté le 14 janvier 2021).